# Kawann Short
Pour les articles homonymes, voir Short.
(en) Statistiques sur pro-football-reference
Kawann Arcell Short, né le 2 février 1989 à East Chicago, est un joueur américain de football américain.
Depuis 2013, ce defensive tackle joue pour les Panthers de la Caroline en National Football League (NFL).